# Gjerdingenite-Mn
La gjerdingenite-Mn è un minerale appartenente al gruppo della kuzmenkoite.